# Troickaja
Troickaja (ros. Троицкая) – miejscowość w Rosji, w Inguszetii.
Według danych szacunkowych na rok 2009 miasto zamieszkuje ok. 23,3 tys. osób.